# György Vilmos Albert moszkitó kormányzó
György Vilmos Albert Hendy (?–1888. november 8.) a moszkitó nép kormányzója 1879-től 1888-ig.
Nagyapja I. György Frigyes Ágost moszkitó király volt, szüleinek neve ismeretlen. Az állami tanács választotta kormányzónak unokatestvére, Vilmos Henrik Clarence halála után, 1879. május 23-án. 1888. november 8-án halt meg. A kormányzói címet egyetlen (ismert) fia örökölte.

## Fordítás
Ez a szócikk részben vagy egészben  a   George William Albert Hendy című angol Wikipédia-szócikk ezen változatának fordításán alapul.  Az eredeti cikk szerkesztőit annak laptörténete sorolja fel. Ez a jelzés csupán a megfogalmazás eredetét és a szerzői jogokat jelzi, nem szolgál a cikkben szereplő információk forrásmegjelöléseként.